# Северск
Се́верск — город (c 1954 г.) в Томской области. Административный центр закрытого административно-территориального образования Северск.
Население — 105,304 чел. (2024).

## Этимология
Основан в 1949 году в связи со строительством предприятия по производству оружейного урана и плутония. Первоначально имел условные названия Томск-7, Берёзки; с 1989 года — Северск, мотивация этого названия неизвестна. Вероятнее всего получил свое название из-за того, что находится севернее Томска.

## География
Город расположен на правом берегу реки Томи, примерно в 15 км северо-западнее Томска.
Общая площадь ЗАТО составляет 486 км².

### Климат
Климат в Северске близок к умеренно-холодному. Северск — город со значительным количеством осадков, даже в засушливые месяцы часто бывают дожди. Согласно классификации климатов Кёппена — влажный континентальный климат (индекс Dfb). Средняя температура воздуха за год — 0,6 °С. Среднее количество осадков за год составляет 530 мм.
| Показатель                    | Янв.  | Фев.  | Март  | Апр. | Май  | Июнь | Июль | Авг. | Сен. | Окт. | Нояб. | Дек.  | Год  |
| ----------------------------- | ----- | ----- | ----- | ---- | ---- | ---- | ---- | ---- | ---- | ---- | ----- | ----- | ---- |
| Средний суточный максимум, °C | −13,5 | −11,4 | −2,5  | 6,4  | 15,7 | 22,2 | 24,9 | 21,3 | 15   | 4,6  | −5,6  | −11,5 | 5,5  |
| Средняя температура, °C       | −17,4 | −16,1 | −7,9  | 1,3  | 9,6  | 16,1 | 19,2 | 16,0 | 10,0 | 1,2  | −9,2  | −15,5 | 0,6  |
| Средний суточный минимум, °C  | −21,3 | −20,8 | −13,3 | −3,7 | 3,6  | 10,1 | 13,5 | 10,7 | 5,1  | −2,1 | −12,8 | −19,4 | −4,2 |
| Норма осадков, мм             | 31    | 20    | 21    | 29   | 46   | 61   | 71   | 69   | 45   | 51   | 49    | 37    | 530  |
| Источник:                     |       |       |       |      |      |      |      |      |      |      |       |       |      |

## История

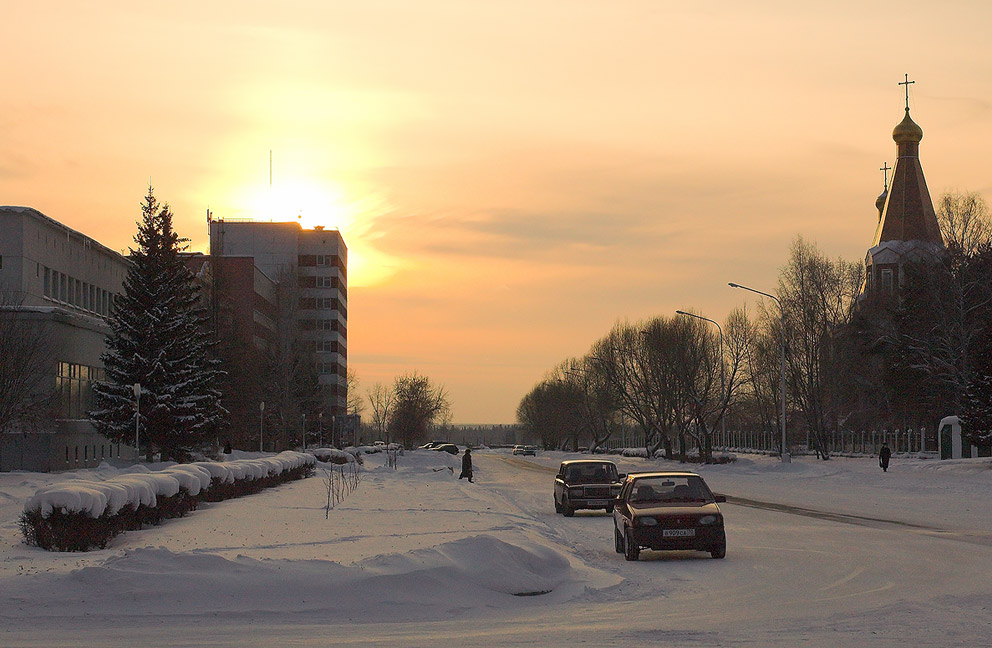
Улица Курчатова

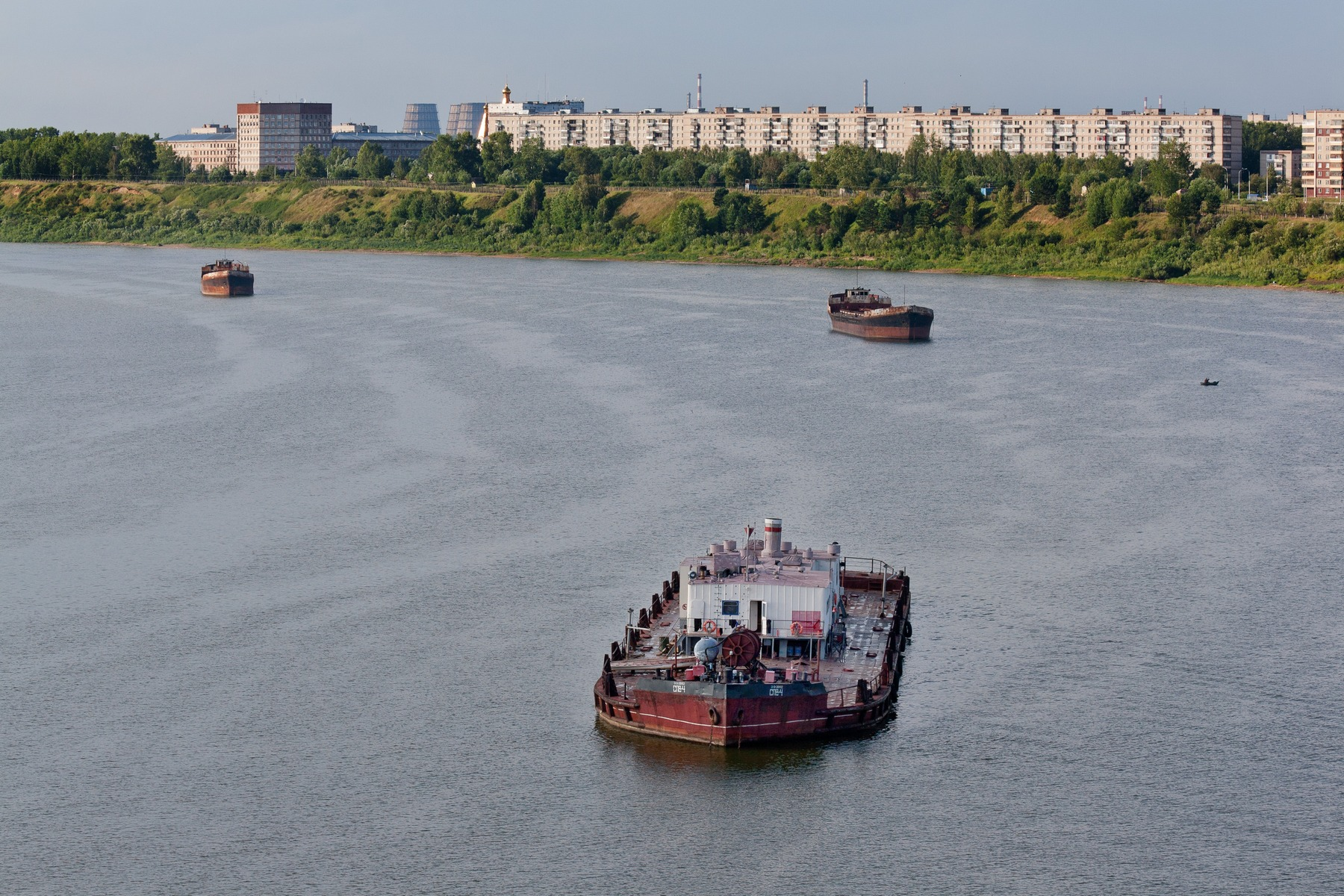
Вид на Северск с Нового моста

На месте будущего города в 1933 году была создана молодёжная трудовая коммуна «Чекист», передавшая своё название посёлку, в котором жили первостроители города. После это имя перешло к расположенному здесь в наши дни району города.
26 марта 1949 года Совет Министров СССР принял решение о создании вблизи Томска комбината по производству высокообогащённого урана-235 и плутония-239. Новый промышленный комплекс первоначально назывался «Зауральская контора Главпромстроя» или «Комбинат № 816».
Для строительства комбината по приказу министра внутренних дел организовали исправительно-трудовые лагеря (исправительно-трудовая колония № 1 Сиблага Управления исправительно-трудовых лагерей и колоний НКВД СССР). Заключённые работали не только на промышленных объектах, их труд использовался также и при строительстве жилых домов и объектов городской инфраструктуры. На строительстве закрытого города и комбината работали около 20 тысяч заключённых.
Первоначальное кодовое название города — Почтовый ящик № 5, потому как строительство градообразующего комбината носило наименование: п/я № 5, в связи с этим, в просторечии город называли «Пятый Почтовый» или просто «Почтовый».
С 1951 года — посёлок Берёзки, где 26 июля 1953 года на заводе разделения изотопов, входящем в СХК, был получен первый сибирский уран.
В 1954 году закрытому поселению было присвоено имя «Северск», а в секретных документах использовалось название «Томск-7». В почтовых отправлениях использовался адрес Томск-7 минимум с 1957 года.
В 1958 году в Северске построена Сибирская АЭС, вторая в мире промышленная атомная электростанция, производящая плутоний-239 и электроэнергию с электрической мощностью 100 мегаватт. Первоначальное её название — АЭС-2.
Статус секретности снят с города в 1989 году.
В 1993 году на Сибирском химическом комбинате произошла радиационная авария, в результате которой произошёл выброс радиоактивных веществ в атмосферу. Облучению подверглись 1946 человек. Индекс по международной шкале ядерных событий INES — 4.
С 1997 — ЗАТО, включающее в состав, помимо Северска, посёлки Самусь, Орловка, Чернильщиково, деревни Кижирово, Семиозёрки.
Деревня Белобородово в 1954 г. вошла в состав города. Деревня Иглаково приобрела статус микрорайона города.

## Экономика
На территории города функционирует Сибирский химический комбинат, чистая прибыль которого в 2013 году составила 451 млн рублей.

#### ТОР «Северск»
- 12 февраля 2019 года на территории городского округа — закрытого административно территориального образования Северск создана территория опережающего социально-экономического развития «Северск»[15].

### Население
| \| 1989[16] \| 1990[17] \| 1991[16] \| 1992[16] \| 1993[16] \| 1994[16] \| 1995[16] \| 1996[16] \| 1997[18] \| \| -------- \| -------- \| -------- \| -------- \| -------- \| -------- \| -------- \| -------- \| -------- \| \| 110 000 \| ↗112 000 \| ↗114 000 \| ↗115 000 \| ↗116 000 \| →116 000 \| ↘111 000 \| ↗117 000 \| ↘111 000 \| \| 1998[19] \| 1999[20] \| 2000[21] \| 2001[16] \| 2002[22] \| 2003[19] \| 2004[23] \| 2005[24] \| 2006[25] \| \| ↗118 000 \| ↗118 300 \| ↗118 600 \| ↗119 500 \| ↘115 619 \| ↘109 100 \| ↘108 400 \| ↘108 100 \| ↘107 600 \| \| 2007[26] \| 2008[27] \| 2009[28] \| 2010[22] \| 2011[29] \| 2012[30] \| 2013[31] \| 2014[32] \| 2015[33] \| \| ↘107 100 \| →107 100 \| ↘107 073 \| ↗108 590 \| ↘108 500 \| ↗109 666 \| ↘109 594 \| ↘108 950 \| ↘108 436 \| \| 2016[34] \| 2017[35] \| 2018[36] \| 2019[37] \| 2020[38] \| 2021[39] \| 2024[40] \| 2025[3] \| \| \| ↘108 134 \| ↘107 922 \| ↘107 494 \| ↘107 036 \| ↘106 516 \| ↗106 648 \| ↘105 304 \| ↘104 982 \| \| 25 000 50 000 75 000 100 000 125 000 150 000 1993 1998 2003 2008 2013 2018 2025 |          |          |          |          |          |          |          |          |
| 1989 | 1990     | 1991     | 1992     | 1993     | 1994     | 1995     | 1996     | 1997     |
| 110 000 | ↗112 000 | ↗114 000 | ↗115 000 | ↗116 000 | →116 000 | ↘111 000 | ↗117 000 | ↘111 000 |
| 1998 | 1999     | 2000     | 2001     | 2002     | 2003     | 2004     | 2005     | 2006     |
| ↗118 000 | ↗118 300 | ↗118 600 | ↗119 500 | ↘115 619 | ↘109 100 | ↘108 400 | ↘108 100 | ↘107 600 |
| 2007 | 2008     | 2009     | 2010     | 2011     | 2012     | 2013     | 2014     | 2015     |
| ↘107 100 | →107 100 | ↘107 073 | ↗108 590 | ↘108 500 | ↗109 666 | ↘109 594 | ↘108 950 | ↘108 436 |
| 2016 | 2017     | 2018     | 2019     | 2020     | 2021     | 2024     | 2025     |          |
| ↘108 134 | ↘107 922 | ↘107 494 | ↘107 036 | ↘106 516 | ↗106 648 | ↘105 304 | ↘104 982 |          |

На 1 января 2025 года по численности населения город находился на 161-м месте из 1124 городов Российской Федерации. Северск — самый большой из закрытых административно-территориальных образований (ЗАТО) системы Росатома.

## Образование
Высшие учебные заведения
- СТИ НИЯУ МИФИ — Северский технологический институт — филиал «Национального исследовательского ядерного университета „МИФИ“» (4 факультета). Ранее имел наименования: Северская государственная технологическая академия (до мая 2009 года), «Северский технологический институт Томского политехнического университета» (с 1996 по 2001 год), «Отделение № 1 ТПИ» (он же филиал физико-технического факультета Томского политехнического института в г. Томске-7) — с 1959 по 1996 год, филиал ТГУ (Юридический институт).

Средне-профессиональные заведения
- Северский Промышленный Колледж — работает с 1959 г.

Общеобразовательные учебные заведения
- Северский лицей;
- Северская гимназия (бывшая средняя общеобразовательная школа № 77);
- Северский кадетский корпус;
- Средняя общеобразовательная школа № 76;
- Средняя общеобразовательная школа № 78;
- Средняя общеобразовательная школа № 89 (вечерняя);
- Средняя общеобразовательная школа № 80;
- Средняя общеобразовательная школа № 83;
- Средняя общеобразовательная школа № 84;
- Средняя общеобразовательная школа № 87;
- Средняя общеобразовательная школа № 88 имени А. Бородина и А. Кочева;
- Средняя общеобразовательная школа № 89 имени Ю. Гагарина;
- Средняя общеобразовательная школа № 90;
- Северский физико-математический лицей (бывшая средняя общеобразовательная школа № 194);
- Северская специальная (коррекционная) школа-интернат VIII вида (бывшая школа № 195);
- Средняя общеобразовательная школа № 196;
- Средняя общеобразовательная школа № 197 им. В. Маркелова;
- Средняя общеобразовательная школа № 198;
- Детская Школа Искусств;
- Художественная школа;
- Центр детского творчества.

## Спорт
- СДЮСШ «Смена» (хоккей);
- ДЮСШ им. Л. Егоровой (лыжные гонки, плавание в ластах, биатлон, большой теннис, волейбол, баскетбол, фигурное катание);
- СДЮСШОР «Янтарь» (плавание, шахматы, шашки, конькобежный спорт, греко-римская борьба, бокс);
- СДЮСШОР «Лидер» (футбол, лёгкая атлетика, полиатлон, пулевая стрельба);
- СДЮШОР гимнастики им. Р. Кузнецова (спортивная и художественная гимнастика);
- СШ «Русь» (городки, лапта, самбо-дзюдо, пауэрлифтинг, киокусинкай);
- ФК «Янтарь»;
- ХК «Янтарь»[44];
- Клуб BLESTA (тайдзюцу, реальный рукопашный бой);
- фитнес центр «Вертикаль»
- центр единоборств «Воин»
- Взрослая группа любителей фигурного катания «Хрустальный конёк».

В Северске родились и воспитывались известные спортсмены: неоднократная олимпийская чемпионка по лыжным гонкам Любовь Егорова, олимпийская чемпионка по художественной гимнастике Маргарита Алийчук, призёр Олимпиады в соревнованиях по спортивной гимнастике Антон Голоцуцков, международный гроссмейстер Олег Саунин

## Культура и отдых

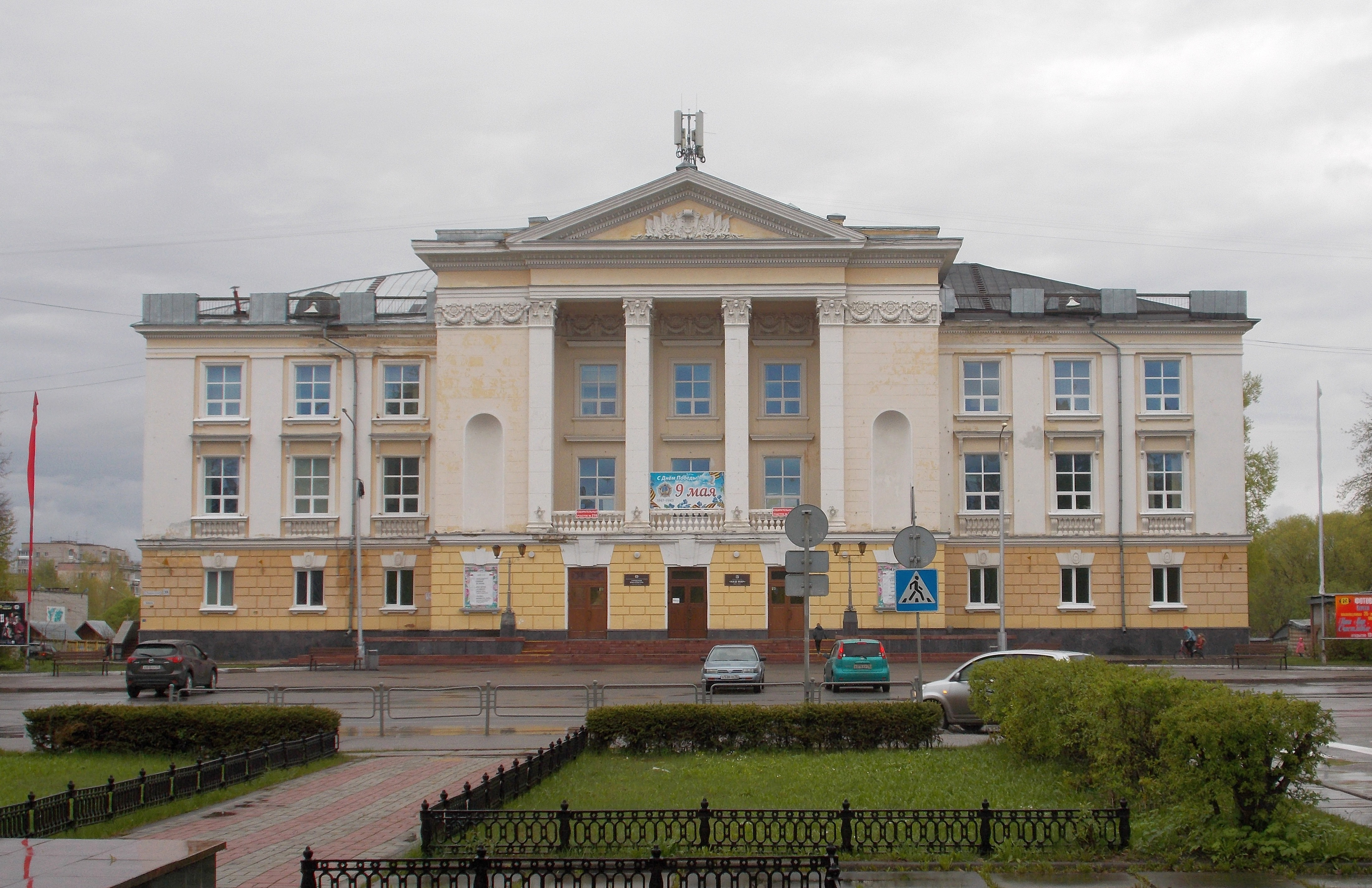
Дом культуры им. Н.Островского

В сфере культуры ЗАТО Северск работают 8 муниципальных учреждений и несколько организаций различных форм собственности.
Муниципальные учреждения культуры
- Два театра: МБУ «Северский музыкальный театр», МБУ «Северский театр для детей и юношества»;
- Два дома культуры: МАУ «Городской дом культуры им. Н.Островского»[46], в состав которого входит молодёжный театр «Наш мир» и МБУ «Самусьский дом культуры»[47] (пос. Самусь);
- Две библиотеки: МБУ «Центральная городская библиотека»[48], МБУ «Центральная детская библиотека»;
- МБУ «Музей г. Северска»;
- МАУ «Северский природный парк», в состав которого входит единственный в Томской области зоопарк.

Другие учреждения культуры
- Кинотеатр «Мир»[49];
- Музей истории Сибирского химического комбината;
- Музей-студия «Трофейная комната»;
- Музей истории Управления «Химстрой»;
- Общественный музей Северской городской организации военно-патриотического и духовного воспитания молодежи «Возвращение».

## Городские СМИ
- Северская телекомпания «СТ-7» (новое название «Северская телекомпания-7»)[50] — выходит в настоящий момент в формате «телепрограмма» на частоте 3 ТВК из Томска совместно с Губернским телеканалом «Томское время», а также во всех сетях операторов кабельного вещания Томской области.
- Информационное агентство «Радио Северска» — выходит на первой кнопке проводной радиотрансляционной сети Северска, а также в формате «радиоканал»[51] на частоте 100,9 МГц совместно с радио «Томский Благовест».

- Муниципальная газета «Диалог»;
- Независимая газета «Новый Диалог»;
- Ежемесячная рекламно-информационная газета «Реклама Северск»;
- Газета АО «СХК» «Новое время»;
- Еженедельная рекламная газета «Реклама».

Эфирное вещание всех телеканалов (в аналоговом и цифровом формате) и радиостанций ведётся из Томска.

## Пропускной режим

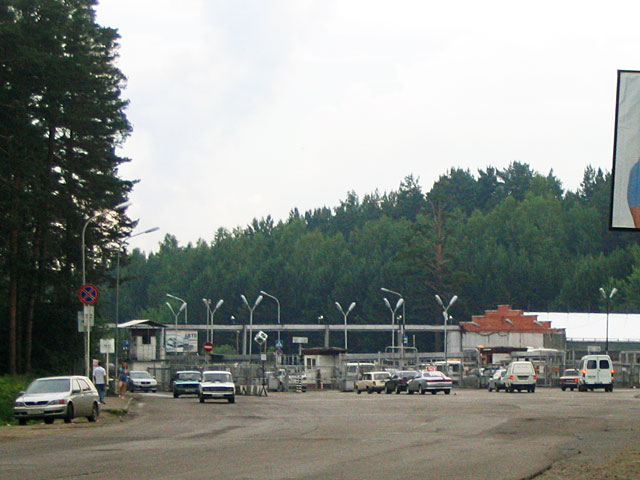
Центральный КПП Северска

Город обнесён заграждениями с шестью КПП. Охрана ограждения обеспечивается частями (в/ч 3480, в/ч 3481) отдельной бригады Росгвардии (в/ч 3478). Выдача пропусков контролируется режимно-секретным отделом. В город ведут три автомобильные дороги, на которых расположены Центральный, Сосновский и Чернильщиковский контрольно-пропускные пункты. Ещё три пункта пропуска находятся в черте города для выхода на набережную Томи. Также, ещё 4 пункта имеются на выезд города со специальными шифрами в пропуске. Ранее режимно-секретный отдел, выдававший пропуска, находился в Томске, на улице Белинского, а с 22 мая 2007 года пропуска выдаются на Центральном КПП.
Посёлки Самусь, Орловка, Кижирово, Чернильщиково и некоторые другие территории, хотя и входят в состав ЗАТО Северск, не являются территориями с пропускным режимом и доступны для свободного въезда.

## Достопримечательности

Памятник В. И. Ленину

В городе находится самый большой памятник Владимиру Ильичу Ленину в Сибири. Он установлен на площади перед зданием администрации ЗАТО.

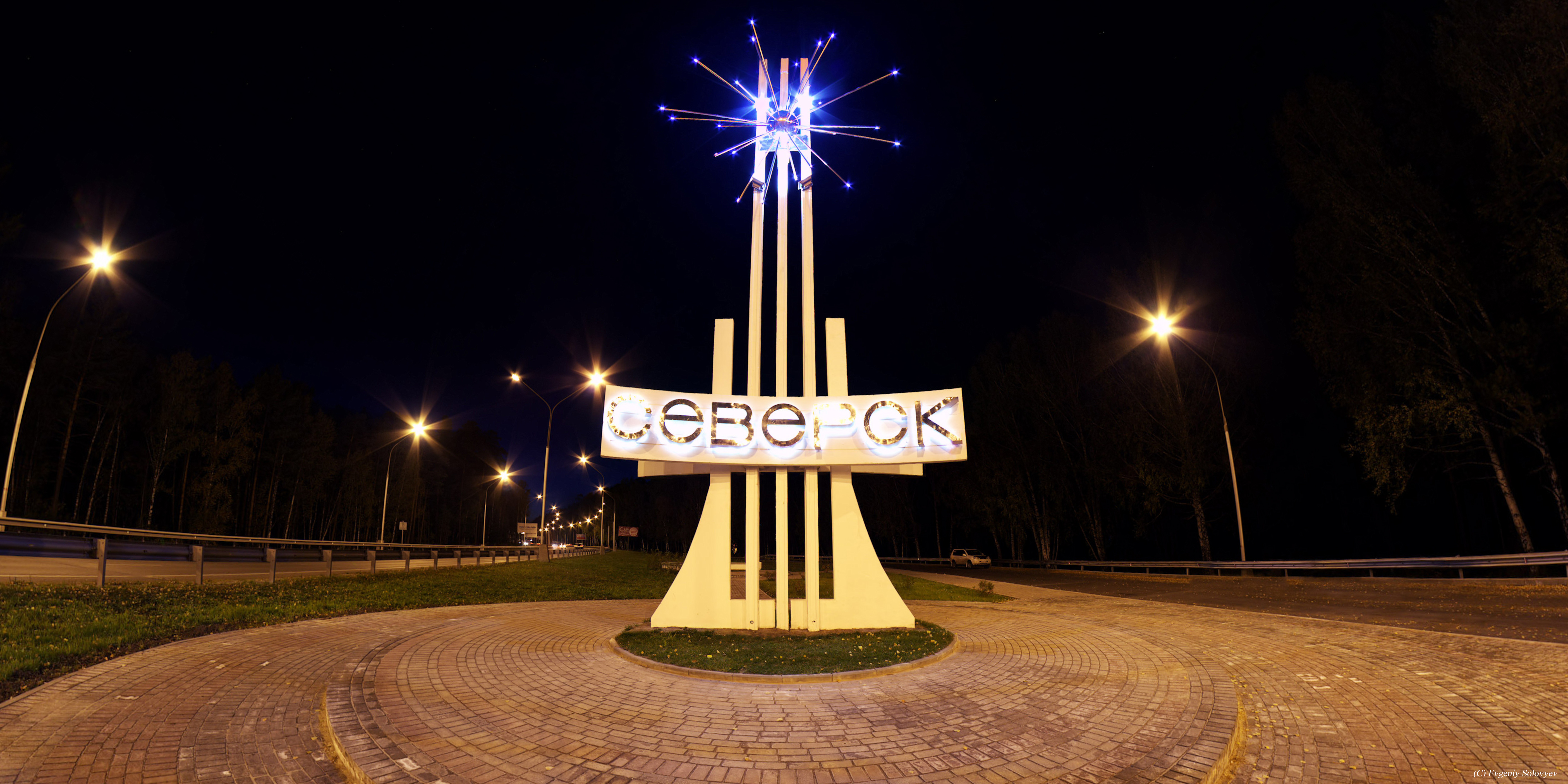
Стела «Северск»

На въезде в город установлена стела: устремлённые вверх железобетонные дуги. На их вершине находится блестящий шар с расходящимися в разные стороны лучами. Композиция изображает модель атомного ядра и посвящена людям, создававшим Сибирский химический комбинат. Ранее, вместо надписи «Северск», на стеле была надпись «Томск 7».

## Археология
На третьей надпойменной террасе реки Томи в местности Парусинка были найдены каменный топор, бивень мамонта и другие части скелета мамонта. На бивне мамонта выявлены рисунки, нанесённые простой мелкой гравировкой, характерной для искусства мадленской культуры. Древний художник изобразил четырёх двугорбых верблюдов, двух мамонтов или слонов, три оперённых стрелы, изображение «всадника», контур человеческой ноги, антропозооморфное существо, трёх мамонтов или слонов, фрагмент рога или бивня, травоядное животное, фигуру женщины, копьё, а также серию символических знаков. Специалистами Музея доисторической антропологии княжества Монако бивень мамонта датирован радиоуглеродным методом возрастом 13 000 лет.
Остатки поселений ирменской культуры, датруемые XII—VIII веком до н. э. были обнаружены на правом берегу реки Киргизка. Наиболее крупное из них носит название «поселение Чекист». Находки сделанные в данном регионе указывают на то, что представители ирменской культуры входили в состав восточно-иранской этнической общности, занимались скотоводством и земледелием — об этом свидетельствуют обнаруженные массивные каменные песты, применявшиеся для дробления и перемалывания злаков. Обнаружены гончарные изделия, оружие и инструменты из бронзы и камня.
С V века до н. э. по V век н. э. регион был заселен финно-угорскими племенами. Данный период отмечен большим количеством дерево-землянных крепостных сооружений. Крупнейшие из них располагаются в деревне Иглаково и на месте археологических раскопок «Курлакское городище».
В средние века земли Томского Приобья были заселены кимако-кыпчакскими племенами с Иртыша. Они оставили после себя множество богатых захоронений, характерной чертой которых являются погребения воинов в полном облачении, с обилием оружия и драгоценностей.
В XV—XVII в регион проникают русские первопроходцы, появляются первые летописные и этнографические источники. Период отмечен возникновением железо-литейных производств.
На данный момент выявлено более 100 археологических памятников в окрестностях города Северск.